# Cartigny-l’Épinay
Cartigny-l’Épinay – miejscowość i gmina we Francji, w regionie Normandia, w departamencie Calvados.
Według danych na rok 1990 gminę zamieszkiwały 273 osoby, a gęstość zaludnienia wynosiła 27 osób/km² (wśród 1815 gmin Dolnej Normandii Cartigny-l’Épinay plasuje się na 619. miejscu pod względem liczby ludności, natomiast pod względem powierzchni na miejscu 499.).